# Alt Camp
Alt Camp is een comarca van de Spaanse autonome regio Catalonië. Het is onderdeel van de provincie Tarragona. In 2005 telde Alt Camp 40.018 inwoners op een oppervlakte van 538,01 km². De hoofdstad van de comarca is Valls.

## Gemeenten
| Gemeente           | Inwoners | Gemeente              | Inwoners |
| ------------------ | -------- | --------------------- | -------- |
| Aiguamúrcia        | 719      | El Pla de Santa Maria | 1903     |
| Alcover            | 4405     | El Pont d'Armentera   | 596      |
| Alió               | 384      | Puigpelat             | 789      |
| Bràfim             | 636      | Querol                | 359      |
| Cabra del Camp     | 859      | La Riba               | 679      |
| Figuerola del Camp | 318      | Rodonyà               | 462      |
| Els Garidells      | 189      | El Rourell            | 313      |
| La Masó            | 285      | Vallmoll              | 1413     |
| El Milà            | 177      | Valls                 | 22.851   |
| Mont-ral           | 180      | Vila-rodona           | 1117     |
| Montferri          | 225      | Vilabella             | 789      |
| Nulles             | 369      |                       |          |

Aiguamúrcia · Alcover · Alió · Bràfim · Cabra del Camp · Figuerola del Camp · els Garidells · la Masó · el Milà · Montferri · Mont-ral · Nulles · el Pla de Santa Maria · el Pont d'Armentera · Puigpelat · Querol · la Riba · Rodonyà · el Rourell · Vallmoll · Valls · Vilabella · Vila-rodona